# Presidente Echeverría
Presidente Echeverría är en ort i Mexiko.   Den ligger i kommunen Venustiano Carranza och delstaten Chiapas, i den sydöstra delen av landet, 800 km sydost om huvudstaden Mexico City. Presidente Echeverría ligger 545 meter över havet och antalet invånare är 3 084.
Terrängen runt Presidente Echeverría är kuperad åt sydväst, men åt nordost är den platt. Presidente Echeverría ligger nere i en dal. Runt Presidente Echeverría är det ganska glesbefolkat, med 50 invånare per kvadratkilometer. Närmaste större samhälle är Venustiano Carranza, 11,3 km öster om Presidente Echeverría. Omgivningarna runt Presidente Echeverría är en mosaik av jordbruksmark och naturlig växtlighet.